# Scotiabank Saddledome
Scotiabank Saddledome is een multifunctionele indoorarena in Calgary, Alberta, Canada. Gelegen in het Stampede Park in het zuidoostelijke deel van het centrum van Calgary, werd de Saddledome in 1983 gebouwd als thuisbasis van de Calgary Flames van de National Hockey League, en om ijshockey en kunstschaatsen te organiseren op de Olympische Winterspelen van 1988.
De faciliteit organiseert ook concerten, conferenties en andere sportkampioenschappen en evenementen voor de Calgary-tentoonstelling en Stampede. Er was een renovatie in 1994-1995 en de naamrechten werden verkocht , waarbij de oorspronkelijke naam Olympic Saddledome werd gewijzigd in Canadian Airlines Saddledome. De faciliteit kreeg de naam Pengrowth Saddledome in 2000, nadat Pengrowth Management Ltd. een overeenkomst van tien jaar ondertekende.